# Casa-museu de Galaktion i Tiziano Tabidze
La Casa-museu de Galaktion i Tiziano Tabidze (en georgià: და ტიციან ტაბიძეების სახლ-მუზეუმი),és un museu en el poble de Chkvishi del districte de Vani a la regió d'Imerècia (Geòrgia).
El 29 de maig de 2019, el Museu de la Casa Galaktion i Tiziano Tabidze va rebre la categoria de Monument Cultural destacat de Geòrgia, per decret del Govern de Geòrgia.

## Localització
El museu es troba en un terreny de 3 hectàrees. Amb 450 m² d'exposició permanent, organitza exposicions periòdiques en una sala de 30 m², té un dipòsit 30 m² i una sala d'actes. Va ser fundat el 1966, i la seva inauguració va tenir lloc el 1983.

## Exposicions
El museu té dos edificis per a exhibició i les cases històriques dels poetes georgians, nadius d'aquest poble, Galaktion (1892-1959) i Tiziano Tabidze (1895-1937).
Alberga objectes commemoratius tant de Galaktion com de Tiziano Tabidze, llibres antics impresos de la biblioteca del pare de Galaktion, ceràmica, mostres de brodats, obres d'artistes i escultors georgians.
A més a més, el museu té exposicions sobre els temes «Galaktion i Titiani», «Tsar-poeta», «Vaig Néixer per l'abril», «Assajos sobre Galaktion», «Tiziano i Boris Pasternak».